# Брежђе
Брежђе је насеље у Србији у општини Мионица у Колубарском округу. Према попису из 2022. било је 402 становника.

## Историја
Село је 1837. године погодила епидемија куге.
Овде се налази Шалитрена пећина и спомен капела из Првог светског рата.

## Демографија
У насељу Брежђе живи 479 пунолетних становника, а просечна старост становништва износи 45,5 година (44,4 код мушкараца и 46,6 код жена). У насељу има 178 домаћинстава, а просечан број чланова по домаћинству је 3,21.
Ово насеље је великим делом насељено Србима (према попису из 2002. године), а у последња три пописа, примећен је пад у броју становника.
|  |

| Демографија | Демографија | Демографија |
| Година      | Становника  | Становника  |
| ----------- | ----------- | ----------- |
| 1948.       | 953         |             |
| 1953.       | 1.013       |             |
| 1961.       | 969         |             |
| 1971.       | 874         |             |
| 1981.       | 806         |             |
| 1991.       | 624         | 618         |
| 2002.       | 572         | 575         |

| Етнички састав према попису из 2002.‍ | Етнички састав према попису из 2002.‍ | Етнички састав према попису из 2002.‍ | Етнички састав према попису из 2002.‍ | Етнички састав према попису из 2002.‍ |
| ------------------------------------ | ------------------------------------ | ------------------------------------ | ------------------------------------ | ------------------------------------ |
|                                      |                                      |                                      |                                      |                                      |
| Срби                                 | Срби                                 |                                      | 571                                  | 99,82%                               |
| Хрвати                               | Хрвати                               |                                      | 1                                    | 0,17%                                |
| непознато                            | непознато                            |                                      | 0                                    | 0,0%                                 |

| Година пописа     | 1948. | 1953. | 1961. | 1971. | 1981. | 1991. | 2002. |
| ----------------- | ----- | ----- | ----- | ----- | ----- | ----- | ----- |
| Број домаћинстава | 165   | 179   | 194   | 205   | 205   | 195   | 178   |

| Број чланова      | 1  | 2  | 3  | 4  | 5  | 6  | 7 | 8 | 9 | 10 и више | Просек |
| ----------------- | -- | -- | -- | -- | -- | -- | - | - | - | --------- | ------ |
| Број домаћинстава | 42 | 45 | 28 | 14 | 16 | 19 | 8 | 5 | 0 | 1         | 3,21   |

| Пол    | Укупно | Неожењен/Неудата | Ожењен/Удата | Удовац/Удовица | Разведен/Разведена | Непознато |
| ------ | ------ | ---------------- | ------------ | -------------- | ------------------ | --------- |
| Мушки  | 247    | 53               | 170          | 18             | 6                  | 0         |
| Женски | 247    | 26               | 167          | 48             | 4                  | 2         |
| УКУПНО | 494    | 79               | 337          | 66             | 10                 | 2         |

| Пол    | Укупно                    | Пољопривреда, лов и шумарство | Рибарство                            | Вађење руде и камена | Прерађивачка индустрија       |
| ------ | ------------------------- | ----------------------------- | ------------------------------------ | -------------------- | ----------------------------- |
| Мушки  | 161                       | 121                           | 0                                    | 0                    | 17                            |
| Женски | 84                        | 68                            | 0                                    | 0                    | 4                             |
| УКУПНО | 245                       | 189                           | 0                                    | 0                    | 21                            |
| Пол    | Производња и снабдевање   | Грађевинарство                | Трговина                             | Хотели и ресторани   | Саобраћај, складиштење и везе |
| Мушки  | 1                         | 6                             | 4                                    | 0                    | 7                             |
| Женски | 0                         | 1                             | 3                                    | 0                    | 0                             |
| УКУПНО | 1                         | 7                             | 7                                    | 0                    | 7                             |
| Пол    | Финансијско посредовање   | Некретнине                    | Државна управа и одбрана             | Образовање           | Здравствени и социјални рад   |
| Мушки  | 0                         | 0                             | 3                                    | 1                    | 0                             |
| Женски | 1                         | 0                             | 1                                    | 2                    | 2                             |
| УКУПНО | 1                         | 0                             | 4                                    | 3                    | 2                             |
| Пол    | Остале услужне активности | Приватна домаћинства          | Екстериторијалне организације и тела | Непознато            | Непознато                     |
| Мушки  | 1                         | 0                             | 0                                    | 0                    | 0                             |
| Женски | 0                         | 0                             | 0                                    | 2                    | 2                             |
| УКУПНО | 1                         | 0                             | 0                                    | 2                    | 2                             |

## Галерија
- Брежђе - панорама
- Брежђе - панорама
- Брежђе - панорама
- Брежђе - панорама
- Брежђе - панорама
- Брежђе - панорама